# Nemophas rosenbergii
Nemophas rosenbergii är en skalbaggsart som beskrevs av Conrad Ritsema 1881. Nemophas rosenbergii ingår i släktet Nemophas och familjen långhorningar.
Artens utbredningsområde är Sulawesi. Inga underarter finns listade i Catalogue of Life.